# Marco Antonio Rufo
Marco Antonio Rufo (en latín: Marcus Antonius Rufus) fue un senador romano que vivió en el siglo I, y desarrolló su cursus honorum bajo los reinados de los emperadores Claudio, y Nerón. Fue cónsul sufecto en el año 45 junto a Marco Pompeyo Silvano Estaberio Flaviano.

## Orígenes y descendencia
Rufo era originario de la gens Antonia, es posible que  fuera padre de Antonia Furnila, esposa del senador Quinto Marcio Barea Sura. Los dos eran padres de Marcia, la madre del futuro emperador Trajano, y de la emperatriz Marcia Furnila, la segunda esposa de Tito.